# Gens Folia
La gens Folia o Foslia fue un conjunto de familias patricias de la Antigua Roma que compartían el nomen Folio. El primero de la gens que aparece en la historia fue Marco Folio Flacinátor, tribuno consular en 433 a. C.

## Praenomina utilizados
Los únicos praenomina conocidos que han sido utilizados por los Foslii son Marcus y Gaius.

## Ramas y cognomina
El único nombre familiar de la gens Folia que aparece en la historia es Flaccinator. Esta familia se extinguió en una fecha temprana.

## Miembros
- Marco Folio Flacinátor, tribuno consular en 433 a. C.[2][3]
- Marco Folio Flacinátor, magister equitum en 320 a. C.. Él y el dictador Cayo Menio fueron acusados de conspirar contra la República, y dimitieron, pero fueron absueltos por los cónsules. Folio fue cónsul en 318 a. C., y fue nominado magister equitum una segunda vez en 314 a. C.. Los detalles de su servicio difieren entre Livio y los fasti consulares.[4][5]